# William Syer Bristowe
William Syer Bristowe (Surrey, 1º settembre 1901 – 11 gennaio 1979) è stato un naturalista e aracnologo inglese.

## Biografia
Fu educato al Wellington College e all'Università di Cambridge. Nel 1921 partecipò a una spedizione dell'Università di Cambridge a Jan Mayen, guidata da James Mann Wordie. Due anni dopo partì per un'altra spedizione dell'Università di Cambridge, questa volta in Brasile.
Dal 1925 lavorò nell'azienda chimica Brunner Mond, che nel 1926 si fuse con altre tre aziende chimiche britanniche nell'Imperial Chemical Industries (ICI). Nel 1936 diventò capo della filiale dell'Estremo Oriente e direttore di filiali locali.  Nel periodo 1948-1962 fu capo dell'Ufficio Centrale del Personale.
W. S. Bristowe viaggiò in tutto il mondo alla ricerca di ragni. Durante uno dei suoi viaggi in Oriente si interessò alla vita di Louis T. Leonowens (1856-1919), figlio di Anna Leonowens e fondatore dell'omonima società commerciale internazionale, e decise di scrivere la sua biografia.  Anna Leonowens era un personaggio dell'epoca che aveva ispirato, con le sue memorie presentate come reale narrazione della sua vita, una serie di opere drammatiche, in particolare il musical "The King and I". Bristowe, nel corso delle sue ricerche genealogiche su Louis T. Leonowens, scoprì e pubblico prove che parti significative delle memorie di Anna Leonowens erano in realtà fittizie.

## Alcune pubblicazioni
Le numerose pubblicazioni di W.S. Bristowe includono studi su ragni trovati in tutto il mondo, compresi quelli nell'Artico e nell'Antartico.  Di seguito sono elencate alcune di esse:
- Comity of Spiders (due volumi pubblicati tra il 1939 e il 1941)
- A Book of Spiders. King Penguin No. 35, W. S. Bristowe, King Penguin, 1947
- World of Spiders, W. S. Bristowe, Collins New Naturalist, Nov 1958, ISBN 0-8008-8598-8
- A Book of Islands, W. S. Bristowe, G. Bell & Sons London, 1969 ISBN 0-7135-1529-5
- Louis and the King of Siam, W. S. Bristowe, Chatto & Windus, 1976, ISBN 0-7011-2164-5